# یامادا یوشی‌هیرو
یامادا یوشی‌هیرو (به ژاپنی: 山田 芳裕 やまだ よしひろ) متولد ۷ ژانویه ۱۹۶۸ میلادی، نویسنده مانگای ژاپنی و از اهالی استان نیگاتا در ژاپن است. وی نویسنده مانگای هیوگه مونو است که در سال ۲۰۰۹ در سیزدهمین جشنواره هنرهای رسانه‌ای ژاپن و ۲۰۱۰ برنده جایزه فرهنگی تزوکا اوسامو شده‌است.